# Jurhum
I Jurhum (oppure Banū Jurhum, in arabo ﺟﺮﻫﻢ ‎?) furono una tribù qahtanide della Penisola araba. Secondo la tradizione storica islamica, i Jurhum erano la tribù nella quale s'imbatterono Hagar e suo figlio Ismaele in quella che sarebbe stata chiamata vallata di Mecca. Hagar e Ismaele trovarono qui una fonte - il pozzo di Zemzem - dalla quale si abbeverarono da quel momento i Jurhum. 
I Jurhum s'insediarono stabilmente in quell'area e divennero i guardiani della Kaʿba, il santuario urbano di Mecca che fu ricostruito da Ismaele e da suo padre Abramo e lo trasformarono in un luogo santo per i pellegrinaggi. I Jurhum non partecipavano ai riti del pellegrinaggio a furono conseguentemente cacciati dalla tribù araba dei Khuza'a. Per tutta risposta, i Jurhum s'impadronirono o seppellirono i tesori raccolti nel santuario nel pozzo di Zemzem, così che nessuno potesse trovarli. I Jurhum poi abbandonarono Mecca.